# Pedró de la Granada
El Pedró de la Granada és una muntanya de 308 metres que es troba entre els municipis de la Granada i Santa Fe del Penedès, a la comarca de l'Alt Penedès.